# Ropice
Ropice település Csehországban, a Frýdek-místeki járásban. Ropice Vělopolí, Střítež, Smilovice, Třinec és Český Těšín településekkel határos. Lakosainak száma 1747 fő (2024. január 1.).

## Népesség
A település lakosságának változását az alábbi diagram mutatja:
| Lakosok száma | 1083 | 1240 | 1255 | 1566 | 1416 | 1486 | 1570 | 1642 | 1618 | 1747 |
|               | 1869 | 1900 | 1921 | 1961 | 1980 | 2011 | 2016 | 2019 | 2021 | 2024 |